# Coca-Cola
Coca-Cola (tudi Kokakóla) je popularna gazirana brezalkoholna pijača podjetja Coca-Cola, ki je nekoč vsebovala izvlečke rastlin koke in kole (glej pod mamila), ima precej kofeina in nekaj ortofosforne kisline.
V slovenščini se je izraz v poslovenjeni obliki kokakola uveljavil tudi kot občno ime za vse pijače s kolo.
Coca-Cola in njen prodor v vse družbe sveta skupaj s korporacijo McDonald's pogosto simbolizira silovit prodor ameriške kulture po vsem svetu. Najdemo jo v vseh trgovinah, restavracijah in mnogih avtomatih s pijačo po vsem svetu. 
Začetek podjetja sega v leto 1886, ko je farmacevt John Pemberton zamešal pijačo in spoznal Asa Griggsa Candlerja, ki je povedel pijačo na vrh sodobnih pijač skozi 20. stoletje.
Sicer podjetje proizvaja le koncentrate, ki jih nato prodajajo licenciranim polnilnicam Coca-Cole, kjer jo napolnijo in nato prodajajo v določeni regiji. Podjetje The Coca-Cola Company proizvaja tudi mnoge druge različice Coca-Cole, kot so na primer dietna, brezkofeinska in mnoge druge z okusi sadja.

## Oblika steklenice in logotip
Poznan logotip Coca-Cole je narisal Frank Mason Robinson, knjižničar Johna S. Pembertona. V letu 1885 pa je John S. Pemberton dodelil še ime svoji pijači.
Steklenico pa je oblikoval Earl R. Dean v letu 1915. V letu 1916 je bila oblika izbrana za najboljšo in bila v prodaji še istega leta. Sedaj je oblika steklenice ena najbolj prepoznavnih na svetu »celo v temi«.
Danes The Coca-Cola Company proizvaja in prodaja tudi druge brezalkoholne pijače, pod blagovnimi znamkami Fanta, Sprite ...

## Zgodovina razvoja Coca-Cole
Razvoj kokakole se je pričel leta 1885 v ZDA. Tega leta je farmacevt John Pomberton
v zvezni državi Georgia, v mestu Atlanta ustvaril pijačo, ki je bila osvežilna in poživljajoča. Sestavine za novo pijačo je naročal iz raznih krajev, te je preizkušal v raznih kombinacijah in končno v trinožnem kotlu zvaril preparat , kateri je postal osnova za popolni recept izdelave Kokakole. Recept je še danes najbolj varovana in slavna formula na svetu. Uživanje nove pijače se je najprej razširilo v ZDA , z močnimi tržnimi prijemi in reklamnimi akcijami pa se je pijača razširila po celem svetu. Družba The Coca-Cola Company je uspela s svojo distribucijsko mrežo odpreti več kot 300 partnerskih polnilnic kokakole, katere ponujajo več kot 3300 pijač v več kot 200 državah sveta. Polnilnice so se lahko odpirale samo tam kjer je bila visokokakovostna pitna voda, glavna sestavina kokakole. Danes je ta standard ogrožen zaradi povečanega onesnaženja voda v okolju. Kokakola je gazirana pijača in ni primerna za vsakega človeka. 

## Konkurenca
Po svetu Coca Cola ni edina prodajana gazirana pijača, ampak se v mnogih državah prodajajo gazirane pijače s podobnim okusom in imeni. Ena izmed najpopularnejših je pepsi, ki ima svojo distribucijsko mrežo razširjeno po skoraj vsem svetu. Tudi v Sloveniji obstajajo podjetja, ki nam ponujajo podobne pijače, med drugimi je najbolj znana Cockta, ki jo sedaj izdeluje ljubljansko podjetje Kolinska.

## Vrste Coca-Cole
- Coca-Cola
- New Coke
- Diet Coke
- Diet Coke Plus
- Coca-Cola C2
- Coca-Cola Zero
- Coca-Cola Cherry Zero
- Coca-Cola Cherry
- Diet Coke Cherry
- Coca-Cola with Lemon
- Diet Coke with Lemon
- Coca-Cola Vanilla Zero
- Coca-Cola Vanilla
- Diet Coca-Cola Vanilla
- Coca-Cola with Lime
- Diet Coke with Lime
- Coca-Cola Raspberry
- Diet Coke Raspberry
- Coca-Cola Black Cherry Vanilla
- Diet Coke Cherry Vanilla
- Coca-Cola Black
- Diet Coca-Cola with Citrus
- Coca-Cola with Orange
- Coca-Cola Light

## Poglej tudi
- The World of Coca-Cola
- OpenCola